# ラダ・ペロビッチ
ラダ・ペロビッチ（Rada Perović、女性、2001年4月13日 - ）は、セルビアの女子バレーボール選手。ポジションはセッター。セルビア代表。

## 来歴
- クラブチーム

2015年、ŽOK Klekへ入団し4年間プレーした。2019年にOK Vizuraに移籍し、1年間プレーした。2020年、OK Železničarへ移籍し、2020/21シーズンのセルビアカップで優勝しMVPに選ばれた。2021/22シーズンのセルビア国内リーグは3位となった。2022年、ŽOK Ubへ移籍し、2022/23シーズンのセルビア国内リーグでは準優勝した。2024年9月、イタリアのメガ・バレーへ移籍することが発表され、2024/25シーズンのセリエA1リーグ、イタリアカップに出場した。
- 代表チーム

アンダーカテゴリーの代表として2017年、U-18欧州選手権とU-19世界選手権に出場した。2019年、U-20世界選手権に出場した。2022年、シニア代表に初選出され、同年の地中海競技大会でデビューした。2024年、ネーションズリーグに出場した。

## 球歴
- ネーションズリーグ - 2024年

## 受賞歴
- 2021年　セルビアカップ　MVP

## 所属クラブ
- ŽOK Klek（2015-2019年）
- OK Vizura（2019-2020年）
- OK Železničar（2020-2022年）
- ŽOK Ub（2022-2024年）
- メガ・バレー（2024-）